# Port St. Lucie
Port St. Lucie är en stad i St. Lucie County, Florida, USA, med en befolkning på drygt 150 000 personer.